# Monika Herrmann

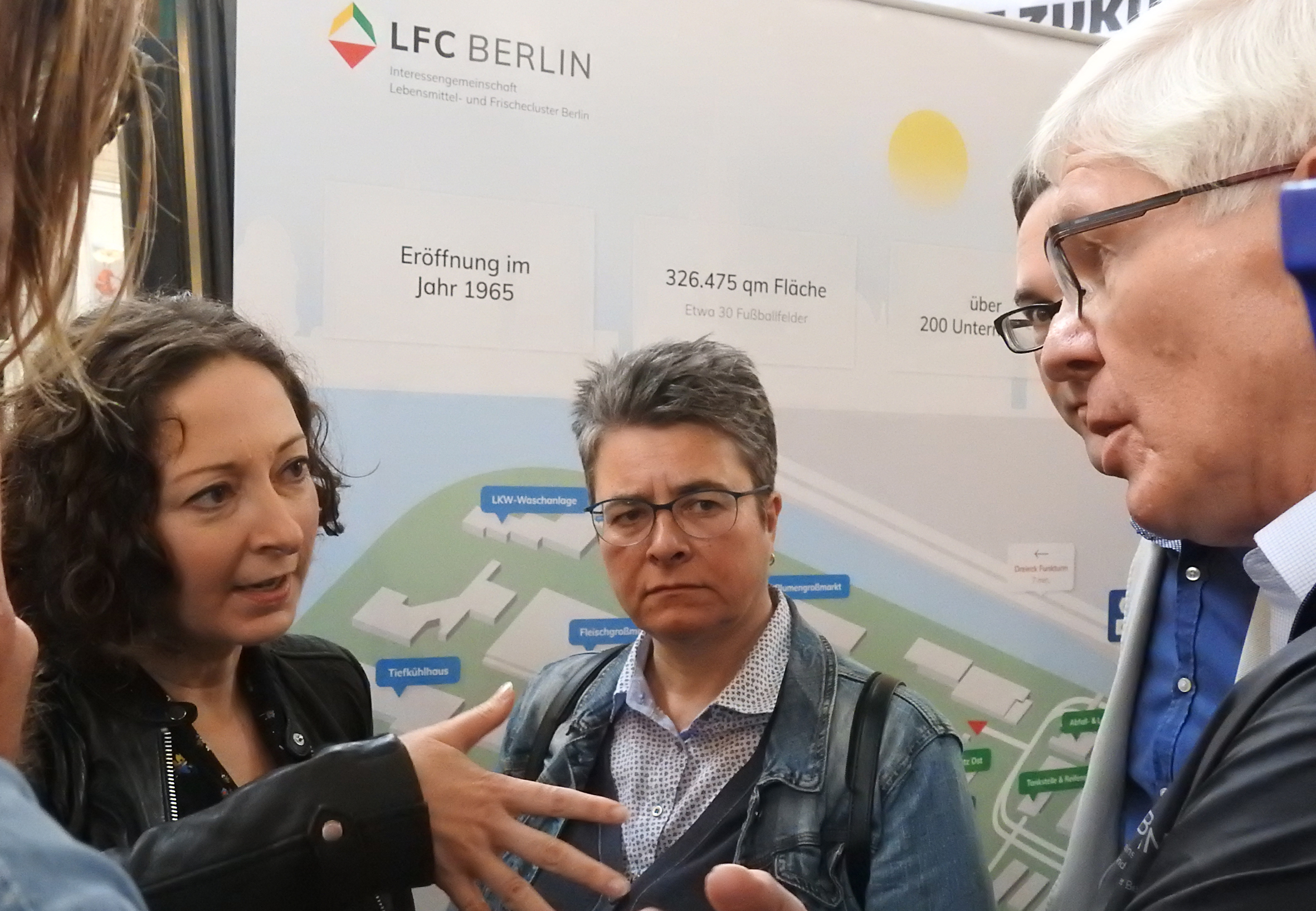
Monika Herrmann (Mitte) im Gespräch u. a. mit Berlins Wirtschaftssenatorin Ramona Pop (links), 2017

Monika Herrmann (* 30. Mai 1964 in Berlin-Neukölln) ist eine deutsche Politikerin (Bündnis 90/Die Grünen). Sie war von 2013 bis 2021 Bezirksbürgermeisterin des Bezirks Friedrichshain-Kreuzberg von Berlin.

## Leben
Monika Herrmann, Tochter der Berliner Abgeordneten Annelies und Dieter Herrmann (beide CDU), studierte von 1985 bis 1995 Politikwissenschaft an der Freien Universität Berlin und beendete ihr Studium mit einem Diplom. Politisch versuchte sie es zunächst bei der Jungen Union, doch die waren ihr nach eigener Einschätzung „zu weit rechts“. Von 1981 bis 1991 arbeitete sie als Teamerin für Jugendreisen, zudem war sie von 1986 bis 1987 Hörfunkmoderatorin im Offenen Kanal. Ende der 1980er Jahre leitete sie das Frauenzentrum Begine in Berlin.
1990 begann Herrmann ihre Tätigkeit im Bezirksamt Kreuzberg, von der Landesvorsitzenden der Grünen, Barbara Oesterheld, eingeladen. Herrmann arbeitete zunächst bei der Frauenbeauftragten, später dann in der Pressestelle des Bezirksamts. Anschließend war sie als Beraterin und Koordinatorin in den Bereichen Jugend, Kultur und Soziales des Bezirksamts Kreuzberg, nach der Bezirksfusion Friedrichshain-Kreuzbergs, tätig.
Monika Herrmann hat eine Lebensgefährtin und wohnt in Berlin-Kreuzberg.

## Politik

### Parteiämter bis 2006
Monika Herrmann ist Mitglied im Kreisverband Friedrichshain-Kreuzberg der Grünen und war dort von 1999 bis 2003 mit Unterbrechungen Mitglied des Geschäftsführenden Ausschusses (Kreisvorstand). Von 2003 bis 2006 gehörte sie dem Erweiterten Landesvorstand des Berliner Landesverbands an.

### Bezirksstadträtin (2006–2013)
Von 2006 bis 2011 war sie Bezirksstadträtin für Jugend, Familie und Schule im Bezirksamt Friedrichshain-Kreuzberg. Bei den Wahlen zur Bezirksverordnetenversammlung 2011 war sie Spitzenkandidatin der Grünen in Friedrichshain-Kreuzberg und wurde nach der Wahl Bezirksstadträtin für Familie, Gesundheit, Kultur und Bildung.

### Bezirksbürgermeisterin (2013–2021)

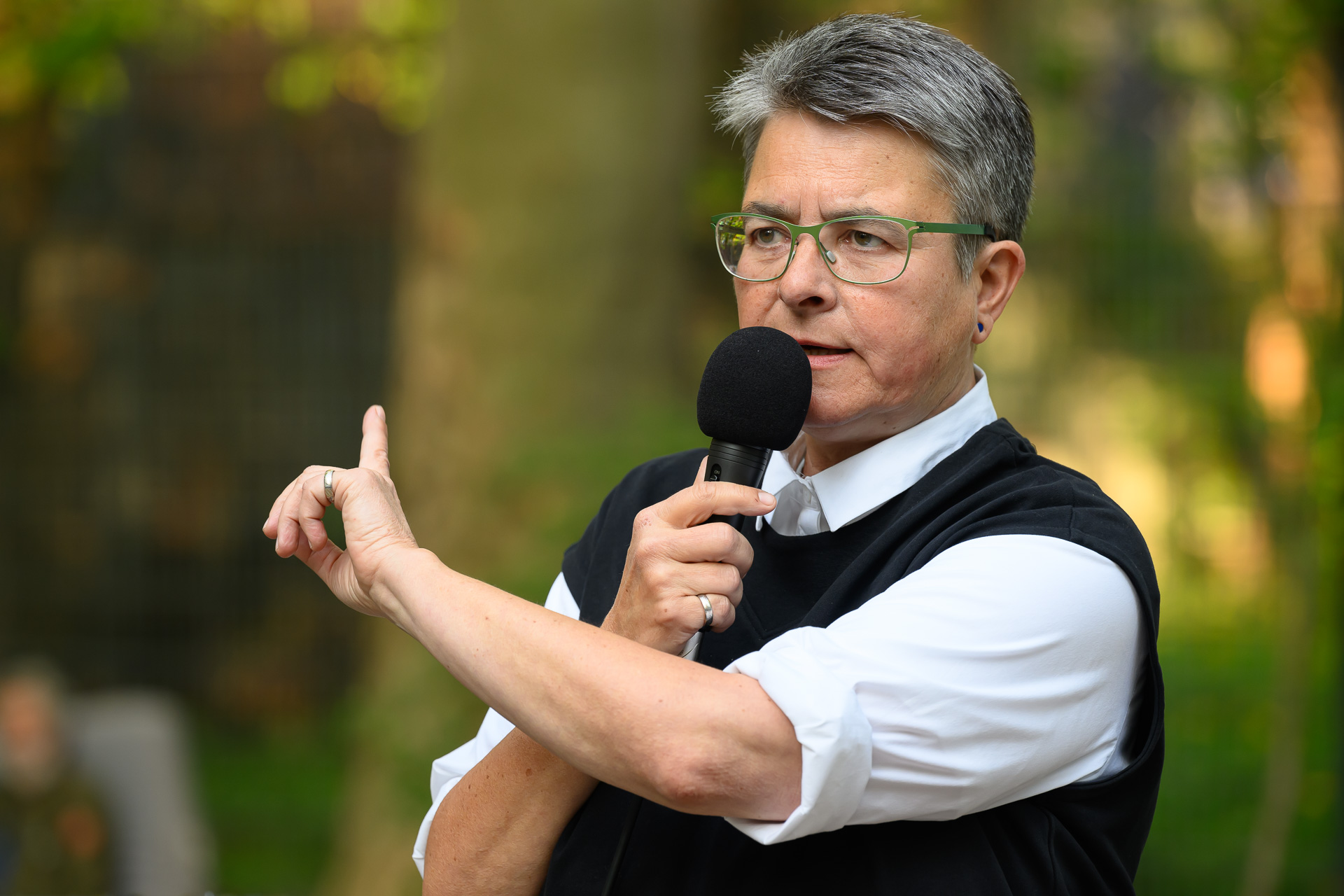
Monika Herrmann bei Klimaprotesten, 2022

Am 12. Juni 2013 wählte die Bezirksverordnetenversammlung Friedrichshain-Kreuzberg sie zur Nachfolgerin des Bezirksbürgermeisters Franz Schulz, der zu seinem 65. Geburtstag am 31. Juli 2013 aus dem Amt schied. Auch in diesem höchsten Amt des Bezirkes bleibt sie, nachdem sich ihr Ressort zu Familie, Gesundheit und Personal verändert hatte, Jugendstadträtin und will sich insbesondere um die Kindererziehung und die weitere Integration von Migranten kümmern.
Begleitet wurde der Wechsel zur Bezirksbürgermeisterin in den ersten Tagen von dem Vorwurf, dass sie ihre Lebensgefährtin begünstigt habe.
2014 wurde sie aufgrund ihrer angeblichen Verweigerung jeglicher persönlichen Verantwortung vom Magazin Tip zur „peinlichsten Berlinerin 2014“ gewählt.
Im August 2016 hat Herrmann zusammen mit dem Sozial-Senator Mario Czaja (CDU) in einem „schwarz-grünen Bündnis“ ermöglicht, dass die seit Anfang 2016 bezugsfertig leerstehende Notunterkunft im Gebäude der ehemaligen Gerhart-Hauptmann-Schule eröffnet werden konnte. Der Bezirk verzichtete dabei auf einen Teil der Mieteinnahmen, weshalb das Abgeordnetenhaus von Berlin dem Vertrag nicht mehr zustimmen musste. Dort war zuvor eine Entscheidung angeblich aufgrund von Taktierereien der CDU-Fraktion vor der Wahl zum Abgeordnetenhaus von Berlin 2016 vertagt worden.
Im Oktober 2019 kündigte sie an, bei der Wahl zur Bezirksverordnetenversammlung 2021 nicht wieder anzutreten und dann auch nicht erneut für das Amt der Bezirksbürgermeisterin zur Verfügung zu stehen.
Mit der Wahl von Clara Herrmann am 6. Dezember 2021 als neue als Bezirksbürgermeisterin ging sie als Bezirksbürgermeisterin in den Ruhestand.
Während der Covid-19-Pandemie lehnte sie das Angebot der Bundeswehr, bei der Kontaktverfolgung zu helfen, mit der Begründung, die Bürger sollten sich nicht an den Anblick von Soldaten gewöhnen, ab.

### Abgeordnetenhaus-Kandidatur 2021
Herrmann kündigte im Dezember 2020 an, bei der Berliner Abgeordnetenhauswahl 2021 antreten zu wollen. Im März 2021 wurde sie von den Grünen als Direktkandidatin für den Wahlkreis Friedrichshain-Kreuzberg 4 aufgestellt, konnte das Mandat allerdings nicht erringen und war zudem auch nicht über Listenplatz abgesichert.

### Abgeordnetenhaus-Kandidatur 2023
Für die Wiederholungswahl zum 19. Abgeordnetenhaus von Berlin am 12. Februar 2023 kandidierte Hermann ebenfalls wieder als Direktkandidatin für den Wahlkreis Friedrichshain-Kreuzberg 4, wurde aber erneut nicht gewählt.